# Strömsörsgrynnan
Strömsörsgrynnan är en ö i Finland. Den ligger i den ekonomiska regionen Vasa och landskapet Österbotten, i den sydvästra delen av landet, 400 km nordväst om huvudstaden Helsingfors.